# Біля чортового лігва
«Біля чортового лігва» — радянський художній фільм 1980 року, знятий режисером Володимиром Іовіце на кіностудії «Молдова-фільм».

## Сюжет
XVIII століття. Молдова під турецьким ярмом. Місцева знать співпрацює з поневолювачами. По всій окрузі в Молдавії гриміла слава про загін гайдуків під керівництвом Груї, який наводив страх на панів та бояр. Але Груя було вбито. Яким же було здивування влади, коли вони дізналися, що з'явився новий Груя і готує помсту.

## У ролях
- Грігоре Грігоріу — Груя, гайдук
- Ніколає Даріє — Долу
- Іон Шкуря — Гоя
- Лесь Сердюк — Балабан
- Світлана Тома — Аніца
- Георгій Пирля — Міку
- Вітаутас Томкус — Наян
- Володимир Ломізов — Оня
- Петро Баракчі — Сава
- Аурелія Корецька — Драга, сестра Груї
- Павло Андрейченко — роль другого плану
- Думітру Карачобану — Махмуд-бей
- Васіле Константин — Браніште
- Васіле Тебирце — роль другого плану
- Володимир Шакало — селянин
- Трифан Грузін — старий
- Віктор Ігнат — син старого
- Віктор Соцкі-Войніческу
- Іон Музика — рудий стражник
- Георге Ротераш — роль другого плану
- Іон Скутельник — роль другого плану
- Геннадій Четвериков
- Олег Федулов — охоронник
- Андрій Кучук — роль другого плану

## Знімальна група
- Режисер — Володимир Іовіце
- Сценаристи — Володимир Іовіце, Ніколає Єсіненку
- Оператор — Вадим Яковлєв
- Композитор — Тудор Кіріяк
- Художник — Костянтин Балан